# Epinephelus amblycephalus
Epinephelus amblycephalus és una espècie de peix de la família dels serrànids i de l'ordre dels perciformes.

## Morfologia
Els mascles poden assolir els 50 cm de longitud total.

## Distribució geogràfica
Es troba des del Mar d'Andaman fins al sud del Japó, Taiwan, Xina, les Filipines, Vietnam, Malàisia, Tailàndia, Indonèsia, Nova Guinea, el Mar d'Arafura, el nord-oest d'Austràlia i Fidji.